# فرانک بناتلی
فرانک بناتلی (انگلیسی: Frank Benatelli؛ زادهٔ ۱۹ اوت ۱۹۶۲) بازیکن فوتبال اهل آلمان است.
از باشگاه‌هایی که در آن بازی کرده‌است می‌توان به باشگاه فوتبال بوخوم اشاره کرد.